# Augustin Siegert

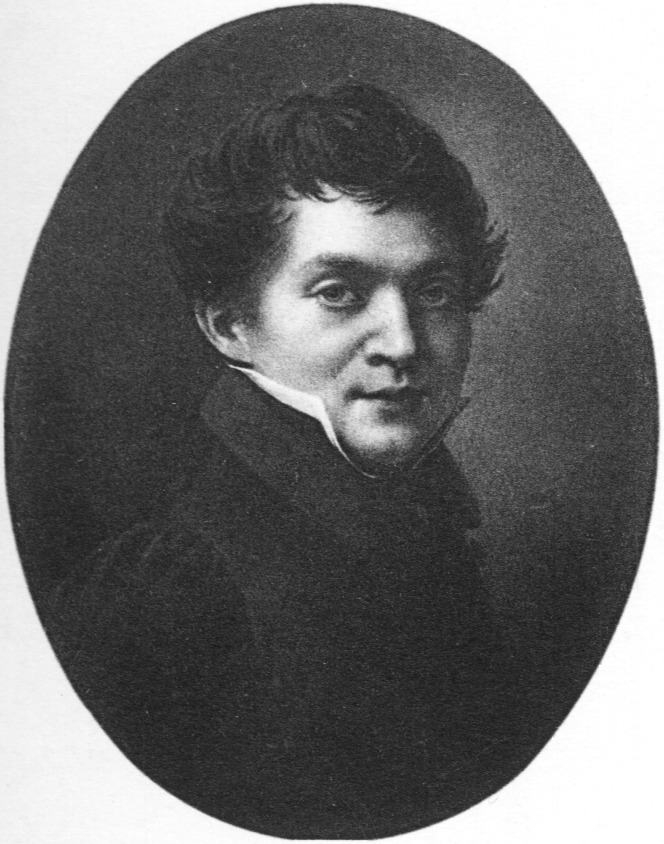
Augustin Siegert, Selbstporträt 1812

Johann Augustin Joseph Siegert, auch August Siegert (* 25. Dezember 1786 in Schweidnitz, Landkreis Schweidnitz; † 12. September 1869 in Jordansmühl, Kreis Nimptsch), war ein deutscher Miniaturen-, Historien- und Landschaftsmaler sowie Kunst- und Zeichenlehrer.

## Leben
Siegert war 1803–1807 Schüler in der Goldschmiedewerkstatt seines Vaters in Schweidnitz. Künstlerisch bildete er sich vor allem in Paris, wo er 1808–1811 weilte und Schüler von François-André Vincent und Jacques-Louis David an der École des beaux-arts war. 1810 nahm er am Salon de Paris teil. 1811 ließ er sich in Breslau nieder und wurde 1812 Lehrer, später Professor der Malerei und Zeichenkunst an der Provinzialkunstschule. Zu seinen Schülern zählten Amand Zausig und Julius Hübner.
Mehrfach bereiste er Italien, so in den Jahren 1816–1818, 1829/1830 sowie 1843–1845. 1845 war er Teilnehmer des „Cervarofestes“ der Ponte-Molle-Gesellschaft in Rom. Während seiner ersten Italienreise freundete er sich mit Johann Friedrich Helmsdorf an und wandte sich unter dessen Einfluss der Landschaftsmalerei zu. Gemeinsam bereisten sie Sizilien. Weitere Reisen unternahm Siegert in die Schweiz, nach Belgien und England. 1824–1842 war er auf Berliner Akademie-Ausstellungen vertreten. Besondere Aufmerksamkeit erzielte Siegert mit Dioramen bzw. Panoramen.

## Werk (Auswahl)
- Panorama vom Ätna, 1819/1820
- Kapelle der Heiligen Rosalia auf dem Monte Pellegrino, 1820, Nationalmuseum Breslau[7]
- Abend in Sizilien, 1830, Alte Nationalgalerie, Staatliche Museen zu Berlin[8]